# Taghimmel
Der Taghimmel ist eine, vorwiegend astronomisch verwendete, Bezeichnung für den Himmel bei Tage. Zeitlich liegt der Taghimmel zwischen Sonnenaufgang und Sonnenuntergang. Der Übergang von der Dunkelheit der Nacht zur Helligkeit des Tages und umgekehrt heißt Dämmerung.
Ist der Taghimmel wolkenlos, sieht man das blaue Streulicht des Sonnenlichts. Der blaue Farbton kommt durch die Wellenlängenabhängigkeit der Rayleigh-Streuung zustande.
Schon mit relativ kleinen Fernrohren sind auch tagsüber Gestirne zu sehen – etwa die 50 hellsten Sterne und fast immer die inneren Planeten Venus und Merkur. Erstere oft sogar mit freiem Auge, wenn man ihre ungefähre Position relativ zur Sonne weiß. Um die Jahrhundertwende haben solche Beobachtungen viel zur Erforschung dieser Planeten und ihrer vermuteten Linienstrukturen beigetragen. Auch die beiden nächstoberen Planeten Mars und Jupiter sowie helle künstliche Erdsatelliten sind bei genauen Vorausberechnungen beobachtbar. Ebenso besonders helle Kometen, wie sie alle paar Jahre ins innere Sonnensystem kommen.
Auch die Geodäsie macht sich einen klaren Taghimmel manchmal zunutze, etwa durch Messung von Polarisazimuten zur genauen Orientierung von Vermessungsnetzen.